# Ömer Büyükaycan
Ömer Büyükaycan, né le 10 mai 1966, à Istanbul, en Turquie, est un ancien joueur de basket-ball turc. Il évolue au poste de pivot.